# Wings of Rean
The Wings of Rean (яп. リーンの翼 Ри:н но Цубаса) — серия ранобэ Ёсиюки Томино, публиковавшаяся с 1983 по 1986 год, а также одноименные шестисерийный ONA-сериал, впервые транслировавшийся онлайн на Bandai Channel с 12 декабря 2005 года по 18 августа 2006 года, и манга Кодзо Омори, издававшаяся в Gundam Ace с 26 октября 2006 года.

## Ранобэ
Книги являются альтернативной историей в мире Aura Battler Dunbine, созданного на их основе, хотя при экранизации в сюжет были внесены существенные изменения. Например, в книгах не было мехов. Они были внесены в аниме для возможности выпуска игрушек спонсорами.

## ONA
В 2006 году вышел ONA-сериал, то есть аниме-сериал, изначально создававшийся для трансляции по сети. Несмотря на то, что он получил то же название, что и оригинальные книги, его сюжет не был основан ни на одной из них. Вместо этого в аниме были представлены совершенно новые персонажи в том же мире.
Дизайн персонажей выполнен Масаси Кудо.

### Сюжет
События разворачиваются в современной Японии и параллельном мире Бустон Велл. Главный герой Асап Судзуки (яп. エイサップ鈴木 Эисаппу Судзуки, озвучивает Дзюн Фукуяма) — сын капитана американского флота и японской женщины. Однажды его приятели Роури Яхан (яп. 矢藩朗利 Яхан Роури, озвучивает Хироси Цусида) и Хэйдзи Канамото (яп. 金本平次 Канамото Хэйдзи, озвучивает Синго Танабэ) запускают ракету из базуки по лагерю американской армии, так что ему приходится бежать и скрываться от армии и полиции. В этот момент перед ним вспыхивает свет и появляется летающий корабль. Оказавшись на его борту, герой встречает Люкс Сакомидзу (яп. リュクス·サコミズ Рюкусу Сакомидзу, озвучивает Ю Симамура), представившуюся как принцесса другого мира.
Люкс — дочь Синдзиро Сакомидзу (яп. サコミズ·シンジロウ Сакомидзу Синдзиро:, озвучивает Рикия Кояма), бывшего пилотом-камикадзе во времена Второй мировой войны, а ныне короля и правителя дома Ходзё в Бустон Велле, параллельном мире. Так Асап оказывается втянут в разборки между Японией, США, и различными армиями другого мира, стремящимися уничтожить друг друга.
В сериале кульминация наступает в последних сериях, когда действие переносится в Японию XXI века. Королю Сакомидзу она совершенно не нравится и он берется уничтожить ее, а Асап пытается его остановить. Все усложняется интригами и отношениями между армиями. Не раз и не два разнообразные участники конфликта подставят друг друга.

### Список серий
| # | Название                                                             |
| - | -------------------------------------------------------------------- |
|   |                                                                      |
| 1 | Незванный «Манэкадзару моно» (招かれざるもの)                        |
| 2 | Король Ходзё «Хо:дзё: но О:» (ホウジョウの王)                        |
| 3 | Groundling Aura Force «Тидзё:бито но о:ра тикара» (地上人のオーラ力) |
| 4 | Планы короля «О: но Канкэй» (王の奸計)                               |
| 5 | Над Токийским заливом «То:кё:ван» (東京湾)                           |
| 6 | Буря сакуры «О:ка Араси» (桜花嵐)                                    |

### Музыка
Композитором сериала стал Ясуо Хигути, который был новичком в работе с аниме, так что режиссёру пришлось убеждать его, что все получится.
Завершающей композицией в сериале стала MY FATE, исполненная Анной Цутия, слова: ANNA, композитор: Аюми Миядзаки.

## Отзывы и критика
Джеффри Харрис в обзоре третьего диска аниме для IGN, куда вошли последние две серии ONA, отмечает, что в них оказалось вмещено столько сюжета, поворотов и персонажей, принимающих во всем этом участие, что зрителю становится сложно уследить за происходящим, а концовка вообще оказывается резкой и разочаровывающей. В то же время он отмечает превосходную графику — сочетание рисованной анимации, 3D и компьютерных спецэффектов, сравнивая визуальный ряд по зрелищности с фильмами Майкла Бэя. Общая же оценка в обзоре указывается как 3 из 10.